# Heliconius astraea
Espèce
Heliconius astraea est un insecte lépidoptère appartenant à la famille des Nymphalidae, à la sous-famille des Heliconiinae et au genre Heliconius.

## Taxinomie
Heliconius astraea a été décrit par Otto Staudinger en 1897 sous le nom de Papilio demeter.

### Sous-espèces
- Heliconius astraea astraea ; présent au Brésil en Amazonie.
- Heliconius astraea rondonia Brown, 1973; présent au Brésil dans la région du rio Rondina[1],[2].

## Description
C'est un grand papillon aux ailes allongées et arrondies de couleur noire. Les ailes antérieures ont une partie basale rouge et une flaque de taches jaune pâle. Les ailes postérieures sont noires avec des lignes rouge allant de la base jusqu'à la marge.
Le revers est semblable, en moins coloré.

## Écologie et distribution
Il est présent au Brésil.